# Sân bay Kisii
Sân bay Kisii (ICAO: HKKS) là một sân bay ở Kisii, Kenya.